# 拉巴斯省 (萨尔瓦多)
拉巴斯省（西班牙語：La Paz）是薩爾瓦多十四個省之一，位於該國南部，南臨太平洋。面積1,224平方公里，人口318,107人（2006年）。首府薩卡特科盧卡。
1852年建省。下分二十二個自治市。
1. ↑   [Total population per department]. Portal Geoestadístico Resultados del Censo de Población y Vivienda 2024.   [13 November 2024]. （原始内容存档于2025-02-01） （西班牙语）.